# Martin Sonnenberg
Martin Lee Sonnenberg (* 23. Januar 1978 in Wetaskiwin, Alberta) ist ein ehemaliger kanadischer Eishockeyspieler, der während seiner aktiven Karriere unter anderem für die Pittsburgh Penguins und Calgary Flames in der National Hockey League sowie für Timrå IK in der Elitserien gespielt hat.

## Karriere
Martin Sonnenberg ging während seiner Juniorenzeit von 1995 bis 1998 für die Saskatoon Blades in der Western Hockey League aufs Eis. Im Oktober 1998 unterschrieb er als Free Agent einen Vertrag bei den Pittsburgh Penguins. In seiner Rookiesaison kam er zu 44 Einsätzen in der National Hockey League während der regulären Saison, in denen er zwei Punkte erzielte sowie sieben punktlosen Playoffspielen. In der gleichen Spielzeit absolvierte er auch einige Spiele für die Syracuse Crunch in der American Hockey League. Die folgende Saison verbrachte er überwiegend bei den Wilkes-Barre/Scranton Penguins, dem neuen Farmteam der Pittsburgh Penguins, bei denen er innerhalb kurzer Zeit zum Stammspieler avancierte und in zwei von drei Saisons mindestens 50 Punkte erzielte. In der Saison 2000/01 erreichte er mit der Mannschaft erstmals die Finalspiele um den Calder Cup. Die Serie wurde in sechs Spielen gegen die Saint John Flames verloren. Sonnenberg bestritt noch eine weitere Saison in Wilkes-Barre, ehe die Penguins seinen Vertrag zum Saisonende nicht verlängerten. Im Juli 2002 wurde er als Free Agent von den Calgary Flames unter Vertrag genommen. Die komplette Spielzeit verbrachte er allerdings bei den Saint John Flames in der American Hockey League, bevor er zur folgenden Saison sein Debüt für die Calgary Flames in der NHL gab.
Der Durchbruch blieb dem Kanadier jedoch verwehrt, sodass er im Anschluss für die Lowell Lock Monsters aufs Eis ging. Im September 2004 wurde er, wiederum als Free Agent, von den Phoenix Coyotes verpflichtet. Für das Franchise aus dem US-Bundesstaat Arizona absolvierte er nie ein Spiel, stattdessen war Sonnenberg für die Utah Grizzlies und San Antonio Rampage aus der AHL im Einsatz. Im Januar 2006 wurde er in einem Tauschgeschäft für Jeff Taffe an die New York Rangers abgegeben. Wenige Monate später unterschrieb der Flügelspieler einen Kontrakt bei KalPa Kuopio aus der finnischen SM-liiga. Dort zeigte seine Leistungskurve wieder nach oben, sodass Sonnenberg nach Ablauf seines Vertrags im Dezember 2007 vom HC Ambrì-Piotta aus der Nationalliga A verpflichtet wurde. Trotz guter Leistungen und einem Punkteschnitt von etwa einem Punkt pro Spiel wurde sein Vertrag im Januar 2009 mit sofortiger Wirkung aufgelöst. Der Kanadier entschied seine Laufbahn bei Timrå IK aus der Elitserien fortzusetzen. In der Saison 2009/10 war er zweitbester Scorer der Mannschaft. In den Viertelfinals der Playoffs scheiterte er mit Timrå IK am späteren Meister HV71 Jönköping. Im Anschluss verlängerte das Management seinen Vertrag nicht. Nachdem er über ein Jahr vereinslos gewesen war, erklärte Sonnenberg im März 2011 seine Spielerkarriere für beendet.